# 7544 Tipografiyanauka
A 7544 Tipografiyanauka (ideiglenes jelöléssel 1976 UB2) a Naprendszer kisbolygóövében található aszteroida. Tamara Mikhaylovna Smirnova fedezte fel 1976. október 26-án.